# 穆氏半鯰
穆氏半鯰，為輻鰭魚綱鯰形目鯰科的其中一種，為熱帶淡水魚，分布於亞洲蘇門答臘及婆羅洲西部淡水流域，體長可達50公分，棲息在底層水域，生活習性不明。